# As-Sahaba-Moschee

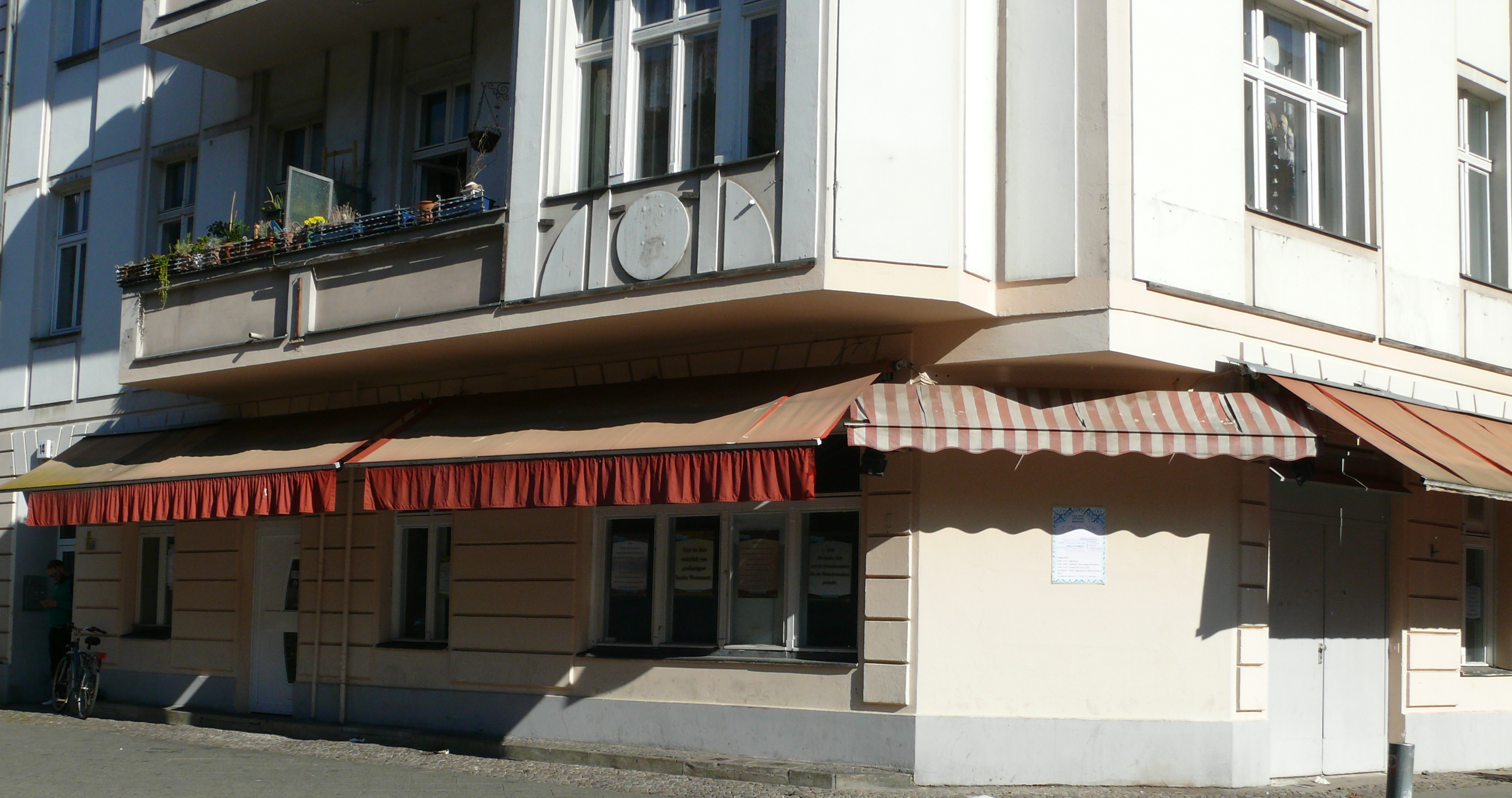
as-Sahaba-Moschee in der Torfstraße

Die as-Sahaba-Moschee war eine Moschee im Berliner Ortsteil Wedding. Der Berliner Verfassungsschutz zählte die as-Sahaba-Moschee neben der al-Nur-Moschee in Neukölln und der Ibrahim al-Chalil-Moschee in Tempelhof zu einem der drei Berliner Treffpunkte für Salafisten.
Die Moschee befand sich bis Ende 2019 in einem ehemaligen Ladengeschäft in einem Altbau in der Weddinger Torfstraße 15.
Gegründet wurde die Moschee im Ramadan 2010 von Reda Seyam, der als ranghöchster Deutscher innerhalb des Islamischen Staates gilt und dort unter anderem als „Bildungsminister“ für die Universität in Mossul und für Schulen im IS-kontrollierten Gebiet zuständig war. Seyam leitete die Moschee einige Zeit, während er noch in Deutschland war, an ihr befand sich auch sein privater Briefkasten. Unter anderem fanden dort Islam-Seminare mit mehreren hundert Teilnehmern statt. Das Predigen hingegen überließ Reda Seyam dort dem Palästinenser Ahmad Amih alias Abul Baraa.
Wegen des Verdachts der Terrorismusfinanzierung gegen Abul Baraa ließ die Generalstaatsanwaltschaft Berlin die Moschee am 18. Dezember 2018 zur Beweissicherung durchsuchen.
Der Verfassungsschutz Berlin erwähnte die Moschee ausführlich in seinen Jahresberichten.

## Besucher und Predigten
Die Moschee lehnt im Allgemeinen den Umgang mit der Presse ab. Ein Reporter des Deutschlandradios Kultur besuchte die Moschee an einem Abend im Jahr 2011 während des Islamunterrichts und berichtete von etwa 60 Männern, meist um die 20 Jahre alt, die die Moschee besucht hätten. Sie hätten ungestutzte Vollbärte, bodenlange weiße Gewänder und gehäkelte Kappen getragen. Am selben Abend seien auch etwa 20 junge Frauen in schwarzen oder dunkelbraunen Ganzkörperumhängen gekommen, die in einem separaten Frauenraum gebetet hätten. Freitags sei zu diesem Zeitpunkt das Beten für Frauen nicht möglich gewesen, da der Frauenraum auch für die zahlreich erschienenen Männer benötigt worden sei. Die Predigt von Ahmad Armih, der als Abul Baraa auftrat, an diesem Abend wandte sich gegen Ungläubige, wozu er auch die Mehrzahl derer zählte, die verwestlicht seien und die islamischen Pflichten nicht erfüllen. Daher würden diese auf Grundlage des Qurans und der Sunnah in der Hölle landen.
Zu den Gastpredigern in der Moschee gehörte unter anderem der Berliner Salafist und spätere IS-Kämpfer Denis Cuspert. Die Predigten werden auf Deutsch gehalten. 

## Diskussion in der Öffentlichkeit
Der Verfassungsschutz äußerte schriftlich auf Anfrage des Deutschlandradios 2011 zur Moschee: „Zu Islam-Seminaren reist das überwiegend junge Publikum aus dem gesamten Bundesgebiet an. In der Regel achten die Prediger in ihren Vorträgen darauf, dass ihre Äußerungen keinen Anlass für staatliche Sanktionen bilden. Problematisch sind diese Seminare dennoch, weil sie einen geeigneten Rahmen für Gruppenbildung und die Beeinflussung mit extremistischem Gedankengut durch die oft charismatischen Vortragenden bieten.“
Im August 2012, am letzten Tag des Ramadan, veranstaltete die rechtsextreme Bewegung Pro Deutschland einen Protesttag vor verschiedenen Berliner Moscheen, unter anderem auch vor der al-Sahaba-Moschee. Dorthin kamen etwa 70 Sympathisanten der Partei, die unter anderem Mohammed-Karikaturen schwenkten. Auch der Berliner NPD-Landesvorsitzende Sebastian Schmidtke war unter den Demonstranten. Ihnen standen etwa 100 Gegendemonstranten gegenüber. Diese warfen den Veranstaltern vor, vor allem gewalttätige Auseinandersetzungen provozieren zu wollen. Der Islamrat für die Bundesrepublik Deutschland hatte seinen Mitgliedern aus Gründen der Deeskalation geraten, den Aktionstag von Pro Deutschland zu ignorieren und sich nicht an den Aktionen zu beteiligen.

## Mietvertragskündigung
Wie die Berliner Morgenpost und die B.Z. Anfang Juli 2018 berichteten, wurde der Mietvertrag der Räumlichkeiten Ecke Torf- und Sprengelstraße zum 30. Juni 2018 gekündigt. Die Moschee Gemeinschaft gab via Youtube Videos bekannt, neue größere Räumlichkeiten zu suchen. Bis Ende 2018 befand sich die Moschee weiterhin Ecke Torf- und Sprengelstraße.